# گورنگه تسرناتووو
گورنگه تسرناتووو (به صربی: Gornje Crnatovo) یک منطقهٔ مسکونی در صربستان است که در ژیتوراجا واقع شده‌است. گورنگه تسرناتووو ۳۹۱ نفر جمعیت دارد.